# Verbandsgemeinde Brohltal
Verbandsgemeinde Brohltal – gmina związkowa w Niemczech, w kraju związkowym Nadrenia-Palatynat, w powiecie Ahrweiler. Siedziba gminy związkowej znajduje się w miejscowości Niederzissen.

## Podział administracyjny
Gmina związkowa zrzesza 17 gmin:
1. Brenk
2. Burgbrohl
3. Dedenbach
4. Galenberg
5. Glees
6. Hohenleimbach
7. Kempenich
8. Königsfeld
9. Niederdürenbach
10. Niederzissen
11. Oberdürenbach
12. Oberzissen
13. Schalkenbach
14. Spessart
15. Wassenach
16. Wehr
17. Weibern